# The Hidden Oracle
The Hidden Oracle (Brasil: O Oráculo Oculto / Portugal: O Oráculo Escondido) é um romance de fantasia inspirado na mitologia greco-romana escrito por Rick Riordan. É o primeiro livro da série As Provações de Apolo, o segundo spin-off de Percy Jackson & the Olympians. Foi lançado nos Estados Unidos pela Disney Hyperion e no Brasil pela Intrínseca em 3 de maio de 2016 e em Portugal foi publicado pela Planeta em 6 de novembro de 2017.
A história segue o deus Apolo, que foi expulso do Monte Olimpo e transformado em um adolescente humano por seu pai Zeus. Ele acorda em um beco de Nova Iorque e junto com a semideusa Meg McCaffrey, eles vão para o Acampamento Meio-Sangue, onde Apolo descobre que a fim de obter perdão de seu pai, ele terá que assumir o controle dos cinco oráculos da Grécia Antiga, começando com o Bosque de Dodona, que estava escondido na floresta do acampamento.
O livro recebeu críticas positivas, principalmente pela narração de Apolo e pelo humor presente no romance. Durante sua primeira semana, The Hidden Oracle vendeu cerca de 62 000 cópias, tendo alcançado posteriormente o topo da lista de best-sellers do The New York Times e Publishers Weekly.

## Desenvolvimento e promoção
Em outubro de 2015, durante a turnê de promoção de A Espada do Verão, o primeiro livro da série Magnus Chase e os Deuses de Asgard, Rick Riordan anunciou que estava trabalhando em uma nova série de cinco livros baseados em Apolo. O primeiro romance foi intitulado The Hidden Oracle e planejado para ser lançado em 3 de maio de 2016.
Segundo Riordan, ele teve a ideia de fazer uma nova série no universo de Percy Jackson depois que escreveu Percy Jackson's Greek Gods, quando descobriu dois mitos sobre Zeus punindo Apolo, transformando-o em um mortal. Riordan gostou do conceito e decidiu "submeter o pobre Apolo a essa punição pela terceira vez", escrevendo uma série de seu ponto de vista "como um mortal de 16 anos recém-exilado". No entanto, ele prometeu que muitos dos personagens de Percy Jackson & the Olympians e Os Heróis do Olimpo retornariam na série nova. Além disso, por conta de Apolo ser o deus da poesia, o nome de cada capítulo seria um "haiku ruim".
A capa, ilustrada por John Rocco, foi revelada em 10 de outubro de 2015; ela mostra as duas versões de Apolo em um beco de Nova Iorque. Dois meses depois, em 10 de dezembro, o terceiro capítulo foi disponibilizado para download gratuito pelo USA Today. O primeiro capítulo foi divulgado juntamente com a coletânea de contos Demigods & Magicians, lançado em 5 de abril de 2016. Adicionalmente, três trailers foram liberados no YouTube para promover o livro. Um evento de lançamento ocorreu na Harvard Book Store em Boston no dia da publicação.

## Enredo
Após cair em uma lixeira em um beco de Nova Iorque, o deus Apolo tem apenas memórias muito vagas de seu pai Zeus punindo-o e descobre que foi transformado em um adolescente humano chamado Lester Papadopoulos. Após sair da lixeira, dois bandidos tentam roubá-lo, mas uma jovem chamada Meg McCaffrey o salva depois de atacar os bandidos com frutas. A menina também reivindica os serviços de Apolo, de modo que os dois estão ligados até que a dívida de Apolo com Zeus esteja paga. Com a ajuda de Percy Jackson, eles chegam na floresta do Acampamento Meio-Sangue. Lá Apolo descobre que o Oráculo de Delfos, na forma de Rachel Elizabeth Dare, não pode mais realizar profecias, da mesma forma como nenhum tipo de comunicação funciona mais para os semideuses. O centauro Quíron também menciona que alguns campistas desapareceram misteriosamente depois de chegar perto da floresta. Mais tarde, Meg é reivindicada como uma filha de Deméter, a deusa da agricultura.
No dia seguinte, Apolo tenta praticar música e tiro com arco, mas sendo imperfeito, ele jura pelo rio Estige nunca mais usar um arco ou um instrumento musical até se tornar em um deus novamente. Durante uma corrida da morte de três pernas dentro do Labirinto, Apolo e Meg acabam no subterrâneo de Delfos na Grécia. Os dois escutam o guardião do lugar, Píton, conversando com "o Besta" sobre como controlar todos os oráculos e como destruir o Bosque de Dodona. A dupla consegue escapar, no entanto, Apolo descobre que seus filhos Kayla e Austin desapareceram. Depois que Rachel chega no acampamento, ela revela que a empresa Triunvirato S.A. conspirava contra os deuses e estava tentando controlar todos os oráculos, começando com Dodona, localizado no acampamento e o motivo do desaparecimento dos campistas, que eram atraídos até o local. No dia seguinte, Apolo e Meg vão procurar o bosque, mas eles são atacados pelos myrmekos (criaturas que se assemelham à formigas gigantes), que sequestram a garota. Apolo tenta voltar para o acampamento, mas começa a ter alucinações, mas antes de desmaiar, ele encontra Reia. Ela lhe dá um sino dos ventos para colocar na maior árvore do Bosque de Dodona, que lhe dirá profecias. Depois de acordar, ele percebe que o líder da Triunvirato S.A. é o imperador Nero.
Apolo retorna à floresta e encontra a toca dos myrmekos, libertando Meg e encontrando a entrada de Dodona, onde estão os semideuses sumidos. Nero aparece e revela ser "o Besta" e o padrasto de Meg, forçando Apolo a abrir os portões do bosque. Nero tenta queimar o lugar, mas Pêssego, o amigo karpoi de Meg, o ataca antes disso. Nero e Apolo têm um breve confronto, até que o imperador usa fogo grego em uma última tentativa de destruir o bosque. As dríades vêm ajudar e consomem todo o fogo para salvá-lo. Apolo ajuda Meg a colocar o sino na árvore principal, que dá lhe dá uma profecia. Meg então o liberta de seus compromissos e foge. De volta ao acampamento, Nero envia o Colossus Neronis para destruir o lugar, mas com a ajuda de Percy e dos outros campistas, Apolo derrota a estátua, atingindo-a com uma flecha encantada com uma praga. Na manhã seguinte, Leo Valdez e Calipso conseguem retornar ao Acampamento Meio-Sangue, e os dois se oferecem para ajudar Apolo em sua busca para tomar o controle do Oráculo de Trofônio, mencionado na profecia, da posse da Triunvirato S.A.

## Personagens principais

Lester Papadopoulos, a versão humana de Apolo e protagonista do livro.

- Apolo / Lester Papadopoulos: é o protagonista. Um dos deuses olímpicos, Apolo foi expulso do Olimpo e transformado em um humano chamado Lester por Zeus após a guerra contra Gaia em O Sangue do Olimpo. Zeus o culpou por encorajar o áugure e seu legado Octavian a seguir um caminho perigoso e também por revelar a "nova grande profecia" muito cedo. Lester é um adolescente narcisista de 16 anos com cabelos castanhos encaracolados, olhos azuis, acne e barriga. Para obter o perdão de Zeus, ele precisa tomar o controle dos cinco oráculos da Triunvirato S.A. e Delfos de Píton. Ele jura pelo rio Estige nunca mais usar um arco ou um instrumento musical como humano, mas quebra sua promessa para salvar Meg dos myrmekos.[10]
- Meg McCaffrey: é uma semideusa filha de Deméter de 12 anos. Seu pai foi assassinado pelo "Besta" e ela foi posteriormente adotada por Nero, sem saber que os dois eram a mesma pessoa. Nero deu-lhe um par de anéis em forma de lua crescente que podem transformar-se em foices feitas de ouro imperial, o metal sagrado dos romanos.[10]
- Pêssego: um karpoi (espírito dos grãos) que Meg invoca involuntariamente depois dela, Lester e Percy serem atacados pelos nosoi, espíritos das doenças. Ele também aparece quando Meg está em perigo.[10]
- Nero: é o principal antagonista. É um legado de Apolo e ex-imperador romano, infame por sua tirania e luxo, com pouca consideração aos seus súditos. Com outros dois imperadores, Nero influenciou muitos eventos na história com a Triunvirato S.A., inclusive usando a empresa para fornecer financiamento para Luke Castellan em Percy Jackson & the Olympians e para Octavian em The Heroes of Olympus. Por causa de sua fama, ele sempre foi adorado ao longo da história, de modo que não pode morrer. Devido a isso, ele se refere-se a si mesmo como um "deus-imperador".[10]

## Lançamento
The Hidden Oracle foi lançado originalmente nos Estados Unidos em capa dura pela Disney Hyperion em 3 de maio de 2016. O audiolivro, narrado por Robbie Daymond, foi publicado na mesma data pela Books on Tape. O livro também recebeu versões em e-book e brochura, sendo traduzido para 19 idiomas até à data. O lançamento no Brasil foi realizado pela editora Intrínseca e ocorreu no mesmo dia da publicação americana. Já em Portugal o livro foi lançado pela Planeta em 6 de novembro de 2017.
Para a primeira impressão, a Disney Hyperion ofereceu brindes diferentes que variaram de acordo com o local onde o livro foi comprado: uma carta de Apolo para Zeus no Barnes & Noble, um mapa ilustrado das provações de Apolo no Acampamento Meio-Sangue no Target, um adesivo de Apolo no Books-a-Million, marcadores de livros bilaterais com as versões divina e mortal de Apolo no Walmart e um pôster ilustrado que descreve a "praga dos segredos" no Costco.
The Hidden Oracle vendeu cerca de 62 000 unidades na primeira semana. O livro ficou em primeiro lugar na listas de best-sellers do The New York Times e Publishers Weekly (onde permaneceu por 32 semanas), além de ficar na segunda posição nas listas de mais vendidos do USA Today e Amazon. No Brasil, O Oráculo Oculto também foi um dos vinte livros infanto-juvenis mais vendidos em 2016 segundo a revista Veja.

## Recepção
O romance recebeu críticas positivas. Muitos revisores o destacaram como uma continuação agradável do trabalho de Riordan. April Spisak, escrevendo para o The Bulletin of the Center for Children's Books, afirmou que "os fãs de Riordan encontrarão todos os elementos-chave aqui: narração inteligente, uma criança subjugada que virou herói ... núcleo mitológico e personagens secundários robustos".  Da mesma forma, um colaborador do The Guardian destacou a habilidade de escrita de Riordan em "injetar humor, mesmo em momentos tristes". Sarah Hunter do Booklist elogiou a forma como Riordan misturou elementos cômicos com "mitos gregos ao longo da história [que] adiciona alguma profundidade emocional a história".
A narração do livro feita por Apollo também foi elogiada, descrita como uma grande mudança dos livros anteriores. Karen Rought do Hypable elogiou não só o humor, mas também a ideia de Riordan em dar a perspectiva da história a um deus, ao contrário de um semideus como nas outras séries, comentando: "ver Percy Jackson do ponto de vista de um ex-deus é hilariante e encantador".  A análise do Kirkus elogiou a narração de Apolo, que alternava entre comentários sobre "suas virtudes divinas (incluindo a sua bissexualidade aberta) e queixas sobre a sua falta de jeito atual e servidão a Meg". Aditi Saha do The Times of India considerou Apollo como o melhor personagem de Riordan, cujo "amor por poemas, sarcasmo e egoísmo vai fazer com que qualquer leitor se apaixone por seu encanto incomum". Ele também elogiou o "retrato da mitologia grega completo e um mundo bem desenvolvido", mas criticou a falta de introdução aos personagens antigos. De modo parecido, Carrie R. Wheadon do Common Sense Media também gostou da narração e comentou que o "equilíbrio entre batalhas monstruosas mitológicas, crescimento dos personagens e humor deste começo de spin-off de um spin-off não decepciona os fãs de longa data de Riordan".
Escrevendo para o School Library Journal, Beth L. Meister destacou a diversidade dos personagens, especialmente com Apolo discutindo abertamente sua bissexualidade. De acordo com Katherine Szabo da Kidsreads, a inclusão de personagens racialmente diversos e LGBT foi "a vanguarda da história". Ela também chamou o fato de que o livro era mais curto do que seus predecessores de "muito refrescante".
O audiolivro também foi bem recebido. O Publishers Weekly comentou que "a narração de Robbie Daymond é um deleite: animada e cômica, ele capta perfeitamente o adorável e presunçoso Apolo". A revisão do AudioFile também elogiou o desempenho de Daymond, dizendo que "a escrita engraçada de Riordan e a narração de Daymond asseguram que o ouvinte fique sempre junto de Apolo enquanto ele aprende a viver sem seus poderes divinos".
The Hidden Oracle ganhou o Prêmio Goodreads Choice na categoria de melhor livro de ficção infantil de 2016.

## Sequência
O segundo livro de As Provações de Apolo foi intitulado The Dark Prophecy e anunciado por Riordan em 5 de maio de 2016. A capa e o primeiro capítulo foram disponibilizados em 22 de dezembro de 2016. The Dark Prophecy foi lançado em 2 de maio de 2017 e vendeu 63 000 cópias na primeira semana. No Brasil, o livro recebeu o título A Profecia das Sombras e foi lançado pela Intrínseca o mesmo dia da publicação americana.